# Vocabulário controlado
Em Biblioteconomia, segundo Maculan (2011), vocabulário controlado é uma linguagem desenvolvida artificialmente e composta por termos que podem ser organizados em uma estrutura relacional ou alfabética. O vocabulário controlado constitui-se basicamente de uma lista (hierárquica ou não) de termos a serem empregados no processo de indexação —ou representação temática— de um documento. 
Segundo o Dicionário de Biblioteconomia e Arquivologia, sua principal função é compatibilizar a linguagem empregada pelos pesquisadores à linguagem adotada em um sistema de informação, elaborada por um indexador. Ainda segundo o Dicionário, uma das principais características dos vocabulários controlados é a rede de remissivas dos sinônimos e quase-sinônimos para um termo controlado. 
Os vocabulários controlados possuem cinco funções: tradução, consistência, indicação de relacionamentos, campo e busca, recuperação.  
Com base na declaração de Currás (1995), vocabulário controlado “é uma lista de termos elaborada para identificar o assunto ou os assuntos de um documento com especificidade bastante pra permitir sua recuperação rápida e eficaz”.  Com isto, Maculan (2011) compreende que um vocabulário controlado possibilita o controle da terminologia de um domínio, instituindo regras para seu uso, compartilhamento e expansão.
Ao contrário da indexação social (ou Folksonomia), os termos de um vocabulário controlado são mais rígidos, podendo muitas vezes distanciar-se das necessidades reais dos pesquisadores.
O gerenciamento dos vocabulários controlados geralmente se dá por meio de softwares como o TemaTres ou Multites. Seu uso se dá especialmente no contexto de bibliotecas universitárias e bibliotecas especializadas, visando garantir uma melhor recuperação da informação solicitada pelos usuários. Sua elaboração é regida por normas como a ANSI/NISO Z39.19 e  ISO 25964. Esta última norma foi publicada em duas partes, uma (parte 1) em 2011, que trata de aspectos conceituais e de aspectos relativos à construção de tesauros, e outra (parte 2) em 2013, que aborda de modo mais específico os aspectos de interoperabilidade entre vocabulários controlados.

## Exemplos de vocabulários controlados
- Vocabulário controlado da USP
- Art & Architecture Thesaurus
- Vocabulário Controlado para Artes do Espetáculo

Além destes vocabulários, o BARTOC.org disponibiliza uma lista de diversos vocabulários controlados divididos por linhas temáticas. 